# Babanske, Zinkiv
Babanske (în ucraineană Бабанське) este un sat în comuna Ciovno-Fedorivka din raionul Zinkiv, regiunea Poltava, Ucraina.

## Demografie
Componența lingvistică a localității Babanske
     Ucraineană (100%)
Conform recensământului din 2001, toată populația localității Babanske era vorbitoare de ucraineană (100%).